# Велика Дапчевиця
45°43′ пн. ш. 17°16′ сх. д. / 45.72° пн. ш. 17.27° сх. д.
Велика Дапчевиця (хорв. Velika Dapčevica) — населений пункт у Хорватії, у Б'єловарсько-Білогорській жупанії у складі міста Грубишно-Полє.

## Населення
Населення за даними перепису 2011 року становило 32 осіб.
Динаміка чисельності населення поселення: